# Humaria haemastigma
Humaria haemastigma är en svampart som först beskrevs av Johann Hedwig, och fick sitt nu gällande namn av George Edward Massee 1895. Humaria haemastigma ingår i släktet Humaria och familjen Pyronemataceae.   Inga underarter finns listade i Catalogue of Life.